# ひとみ (曲)
「ひとみ」は、福山雅治の楽曲。2024年2月19日に10作目の配信限定シングルとしてリリースされた。

## 背景・リリース
関西テレビ制作の月10ドラマ『春になったら』の主題歌として制作された。「命名」をコンセプトにし、同ドラマの主人公・椎名雅彦が娘の椎名瞳を命名する時に込めた願いをテーマとした。タイトルの「ひとみ」には、眼を意味する「瞳」の意味も込められており、様々な解釈が出来るよう敢えて平仮名となっている。
また、歌詞は前半を雅彦の目線、後半を瞳の目線で描かれており、2人の「往復書簡」の手法を用いた。福山は、作詞にあたり、男性目線と女性目線の「往復書簡」形式を用いた太田裕美の「木綿のハンカチーフ」（作詞・松本隆）をイメージした。
終奏には、アントニオ・ヴィヴァルディ「『四季』より春」を使い、春を表現した。